# Zaragateiro-da-china
O zaragateiro-da-china (Garrulax canorus) é uma ave do leste da Ásia da família dos leiotriquídeos. É chamado localmente de hwamei, e vem do chinês 画眉 (huà-méi) que significa "sobrancelha pintada", referindo-se ao entorno dos olhos do pássaro. A espécie na China é um popular pássaro de gaiola devido ao seu canto peculiar.

## Taxonomia
Possui duas subespécies: G. c. canorus, nativa do continente asiático, e G. c. owstoni da ilha de Hainan. O zaragateiro-da-formosa (Garrulax taewanus) antigamente era considerado uma subespécie do zaragateiro-da-china, mas foi recentemente dividido como uma espécie separada.
O zaragateiro-da-china foi introduzido em Taiwan em grande número nos anos 80 gerando uma hibridação com o zaragateiro-da-formosa.

## Descrição

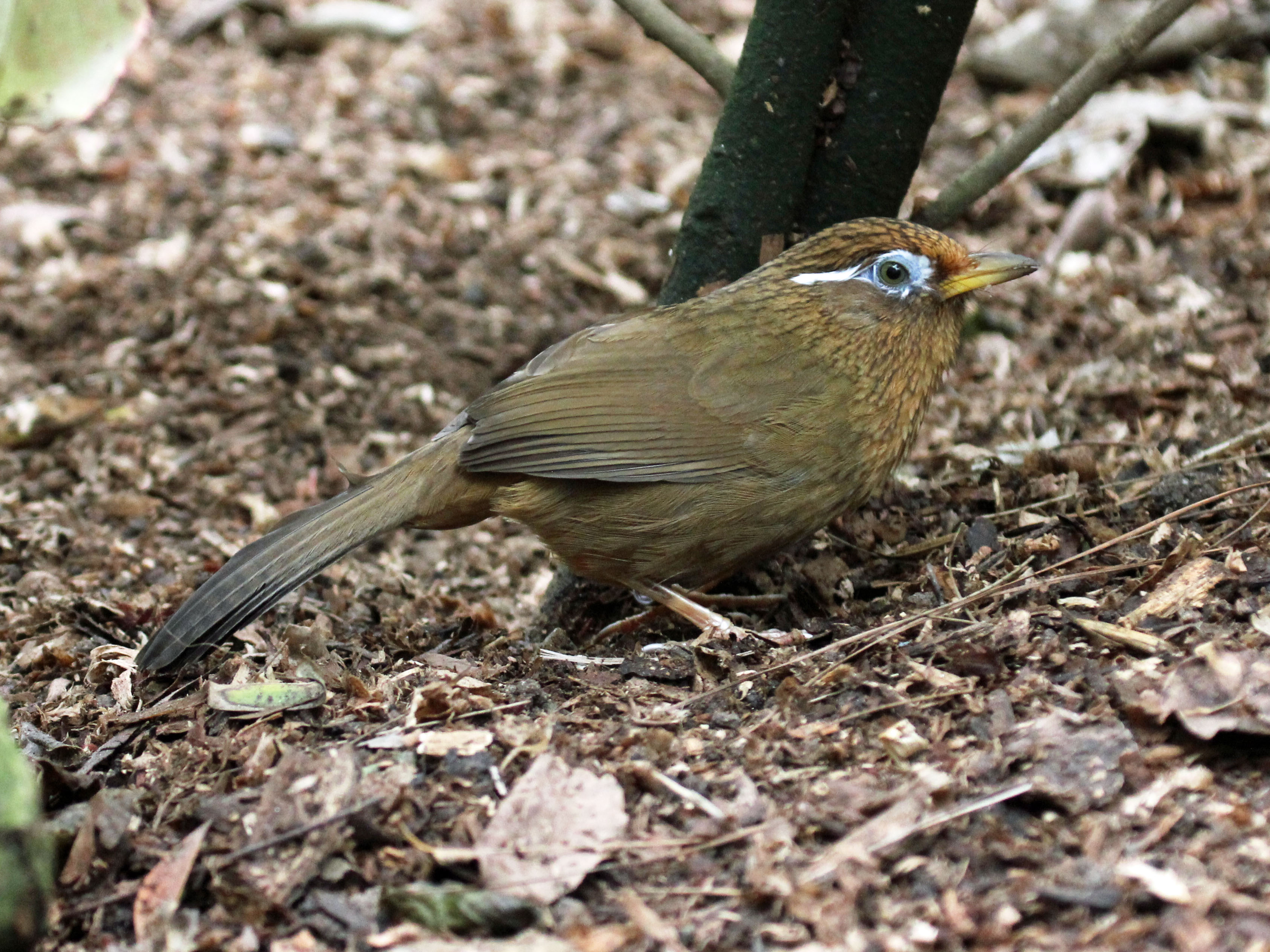
No Zoológico De San Diego

Possui de 21 a 25 cm de comprimento. A plumagem é principalmente de cor castanha avermelhada. Há um anel branco em torno do olho, que se estende até atrás, como uma faixa branca.
Seu canto é forte, claro e variado com repetição regular e imitações de outras aves.

## Distribuição e habitat
A subespécie G. c. canorus ocorre em toda região do sul, leste e centro da China; no norte e centro do Vietnã e em Laos. Já a espécie L. c. owstoni é encontrado em Hainan.
A subspécie G. c. canorus foi introduzida em Taiwan, Cingapura, Japão e Havaí. Nas Ilhas Havaianas, foi introduzida no início do século XX existindo em florestas nativas e habitats artificiais. É comum em Kauai, Maui e Havaí Ilha, mas cada vez menos em Oahu e Molokai.
Habita matagais, florestas aberta, florestas secundárias, parques e jardins, até 1800 metros acima do nível do mar. Não é considerada uma espécie ameaçada.

## Comportamento
É uma um pássaro muito difícil de ver. Ele normalmente se alimenta no solo em busca de insetos e frutas. Convivem geralmente em pares ou em pequenos grupos.
A época de reprodução se compreende entre maio e julho. De dois a cinco ovos azulados são colocados.